# پاپ هونوریوس سوم

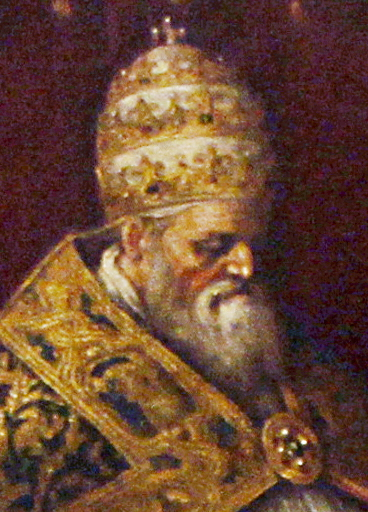

پاپ هونوریوس سوم (به انگلیسی: Honorius III) ( درگذشت ۱۸ مارس) یکی از پاپ‌های کلیسای کاتولیک رم بود که در رم به دنیا آمد و از ۱۲۱۶ تا ۱۲۲۷ میلادی پاپ بود.